# Alexis Esparza
Alexis Gabriel Esparza (Cipolletti, Río Negro, Argentina, 20 de junio de 1993) es un futbolista argentino. Juega como delantero.

## Clubes
| Club                     | País       | Año       |
| ------------------------ | ---------- | --------- |
| Cipolletti               | Argentina  | 2012-2015 |
| Independiente de Neuquén | Argentina  | 2015      |
| Cartaginés               | Costa Rica | 2016      |
| Naval                    | Chile      | 2016      |